# 坂本宿

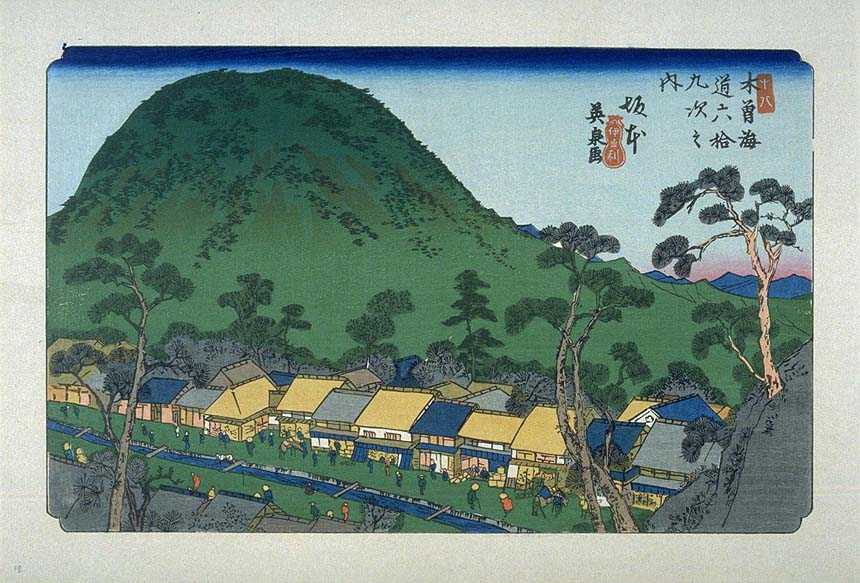
木曽海道六十九次 坂本（渓斎英泉画）

坂本宿（さかもとじゅく）は、中山道六十九次のうち江戸から数えて17番目の宿場。
国道18号「坂本宿」として道路再整備がなされ、土木学会デザイン賞2017奨励賞を受賞。

## 概要

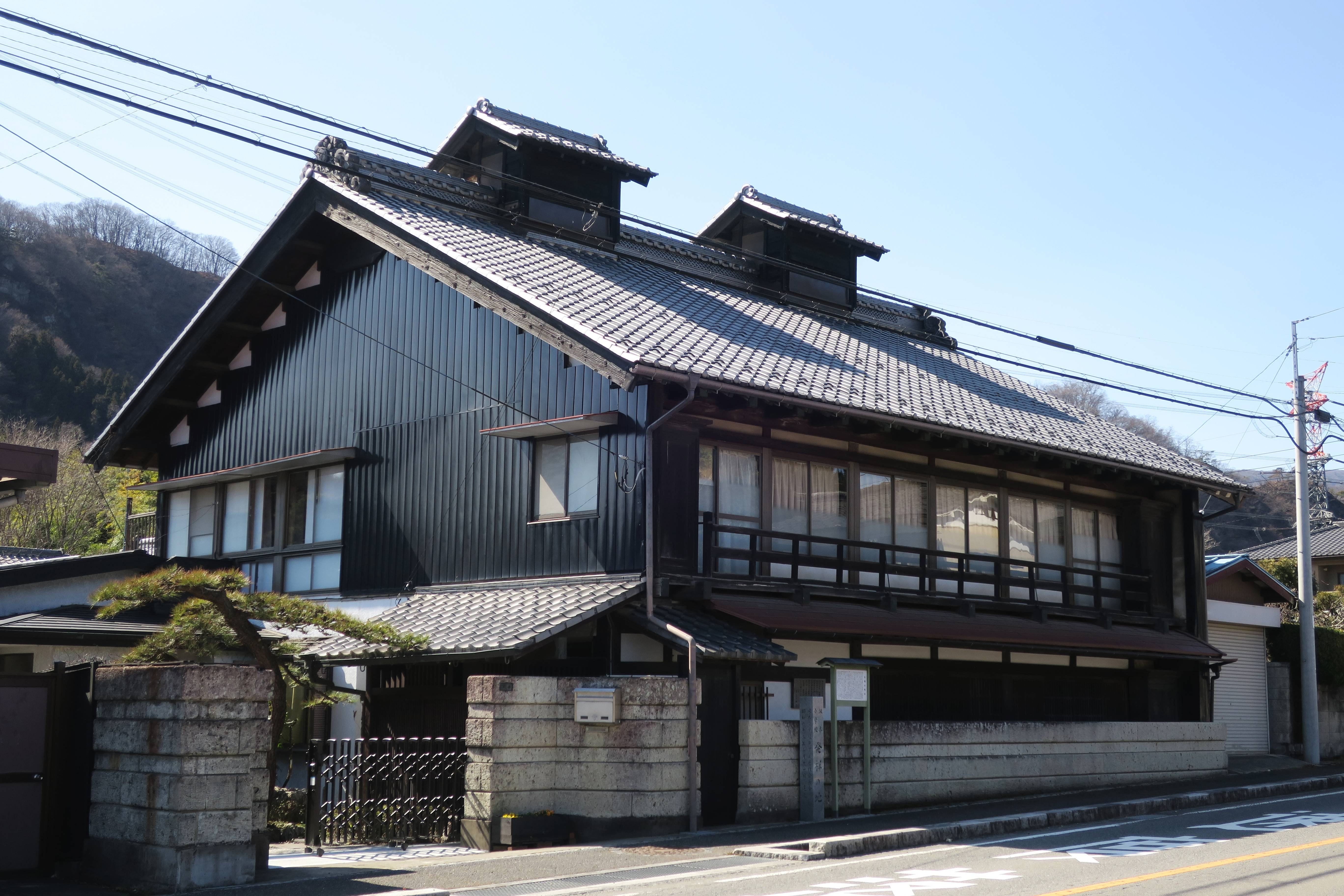
佐藤本陣

現在の群馬県安中市松井田町坂本。JR信越本線横川駅から国道18号線（旧道）を軽井沢方向に2 kmほど行ったところにあり、その途中に碓氷関がある。中山道有数の難所であった碓氷峠の東の入口にあたり、本陣と脇本陣合わせて4軒、旅籠は最盛期には40軒ある、比較的大きな宿場であった。

## 特徴
天保14年（1843年）の『中山道宿村大概帳』によれば、坂本宿の宿内家数は732軒、うち本陣2軒、脇本陣2軒、旅籠40軒で宿内人口は732人であった。

## 最寄り駅
- JR東日本信越本線 横川駅

## 隣の宿
中山道
松井田宿 - （碓氷関所） - 坂本宿 - （碓氷峠） - 軽井沢宿

### 写真
- 日下部金兵衛「中山道軽井沢からの浅間山」、長崎大学附属図書館『幕末・明治期日本古写真』コレクション、2008年。